# カラクリ否定
「カラクリ否定」（カラクリひてい）は、2005年3月にリリースされたアンティック-珈琲店-の通算4枚目のシングルである。発売元はRed Cafe。

## 解説
- アルバム『色彩モーメント』に収録されている「我侭行進曲」は、シークレットトラックの「マイ フェイバリット☆ビート」と1トラック(17分58秒にも及ぶ)を形成している。

## 収録曲
1. 我侭行進曲(4分51秒)
  - 作詞:みく／作曲:坊
2. 桃色ピュア的溺愛ザクラ
  - 作詞:みく／作曲:カノン